# Team Sleep
Team Sleep ist eine US-amerikanische Rockband. Sie kann als Nebenprojekt von Chino Moreno, dem Lead-Sänger der Band Deftones, betrachtet werden. Es wirken mit: Todd Wolkinson (Gitarre), Zach Hill (Schlagzeug), Rick Verrett (Bass) und DJ Crook (Turntables), der schon beim Song Lucky You auf dem 2003 erschienenen, selbstbetitelten Deftones-Album mitgearbeitet hatte. Der verspätete Veröffentlichungstermin für ihr Debütalbum wurde auf den 9. Mai 2005 festgelegt, nachdem sich ihre Plattenfirma Maverick dazu entschieden hatte, noch einige Werbeaktionen für das Album zu starten.
Zwei Jahre zuvor wurde schon einmal ein Album aufgenommen, welches jedoch nie veröffentlicht wurde. Man vermutet, dass es daran lag, dass es bereits weit vor dem offiziellen Erscheinungsdatum im Internet angeboten wurde. Hier wirkten auch einige Gäste wie beispielsweise Mike Patton, Melissa Auf der Maur oder verschiedene Deftones-Mitglieder mit.
Das 2005 veröffentlichte Debüt hatte neben den eher unbekannten Gastsängern Mary Timony und Rob Crow, keine weiteren Gastmusiker. Kurz beschrieben bewegt sich die Musik im elektronischen Bereich. Die Gesangsparts werden hier von Chino Moreno beigesteuert.  Zusammenfassend gesehen sind ihre Songs als gefühlvoll, ruhig und alternativ im elektronischen Kontext zu beschreiben, wobei auch in mehreren Liedern eingespielte Gitarrenriffs zu hören sind.

## Diskografie
- Team Sleep (2005, Maverick Records)